# JLTV
A JLTV vagyis Joint Light Tactical Vehicle (magyarul: egységes könnyű taktikai jármű) az amerikai haderő által kiírt fejlesztési és beszerzési program, ami széles körben használt HMMWV járművek cseréjét célozza. A beszerzési versenyt az Oshkosh cég L-ATV típusa nyerte, JLTV rövidítést széles körben használják típus szinonimájaként is.
Az Oshkosh L-ATV egy páncélozott, akna-védett, 4x4 kerékképletű jármű, amelynél felhasználták az iraki és afganisztáni háborúk tapasztalatait. A mintegy 10,2 tonnás járműből közel 20 ezer példányt rendeltek 2022 januárjáig bezárólag, ebből mintegy 19 ezer járművet az amerikai fegyveres erők számára.

## Típusváltozatok
- M1278 Heavy Guns Carrier – nehézfegyver hordozó (M230LF gépágyúval vagy M2 géppuskával felszerelt változat)
- M1279 Utility – szállító, logisztikai változat („Pick-up” kialakítású)
- M1280 General Purpose – általános célú változat
- M1281 Close Combat Weapons Carrier – erősebben páncélozott változat.

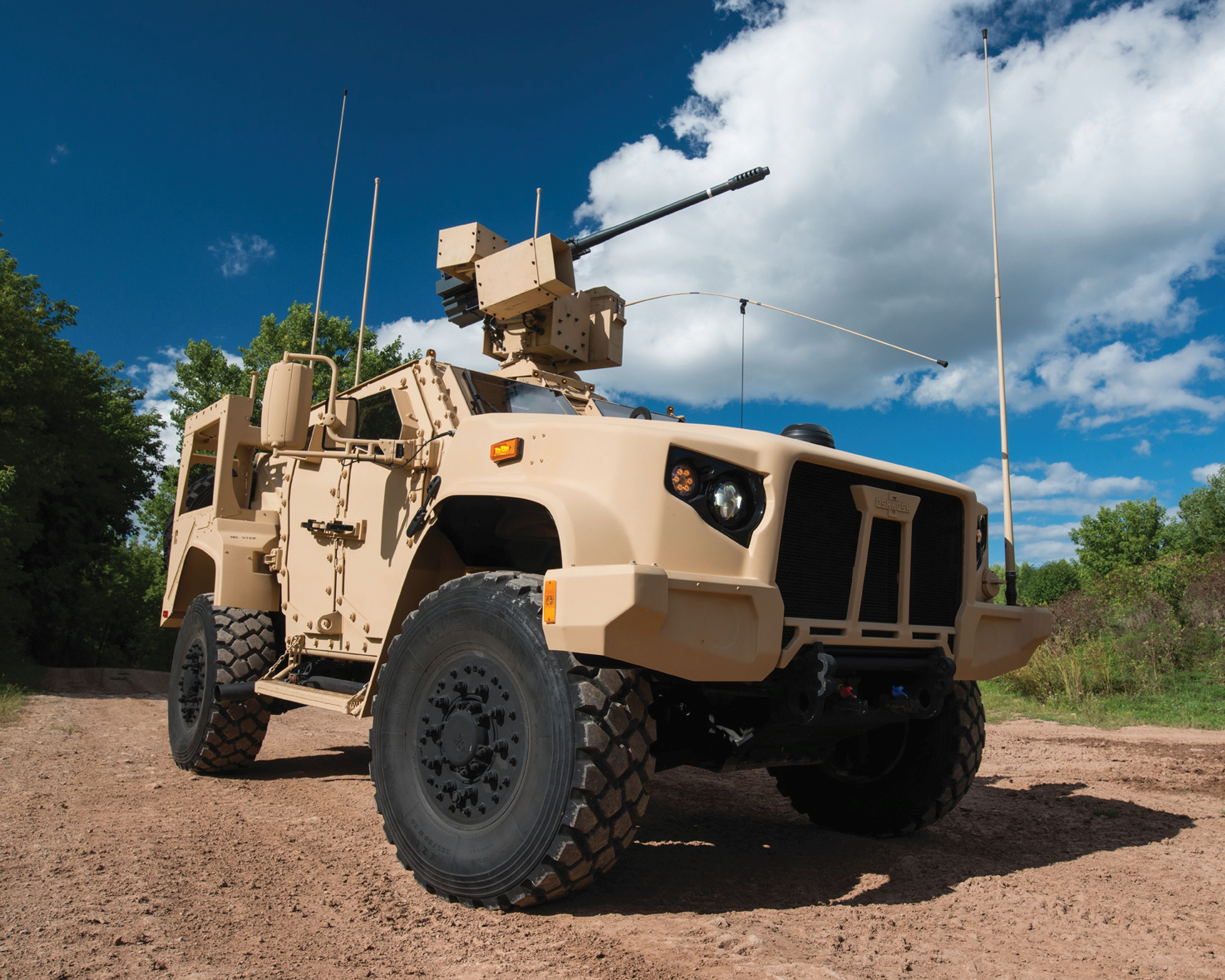
M1278 Heavy Guns Carrier
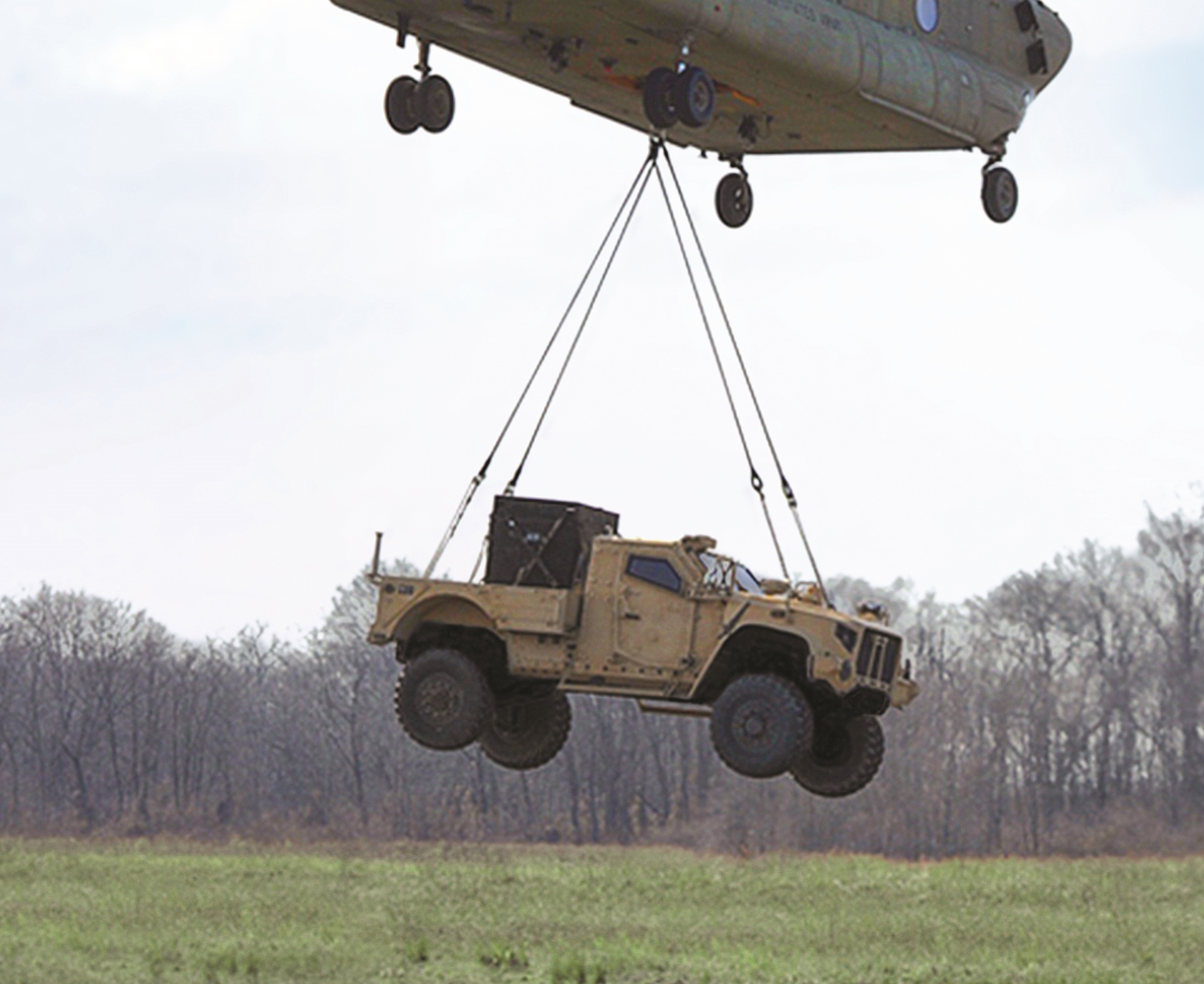
M1279 Utility
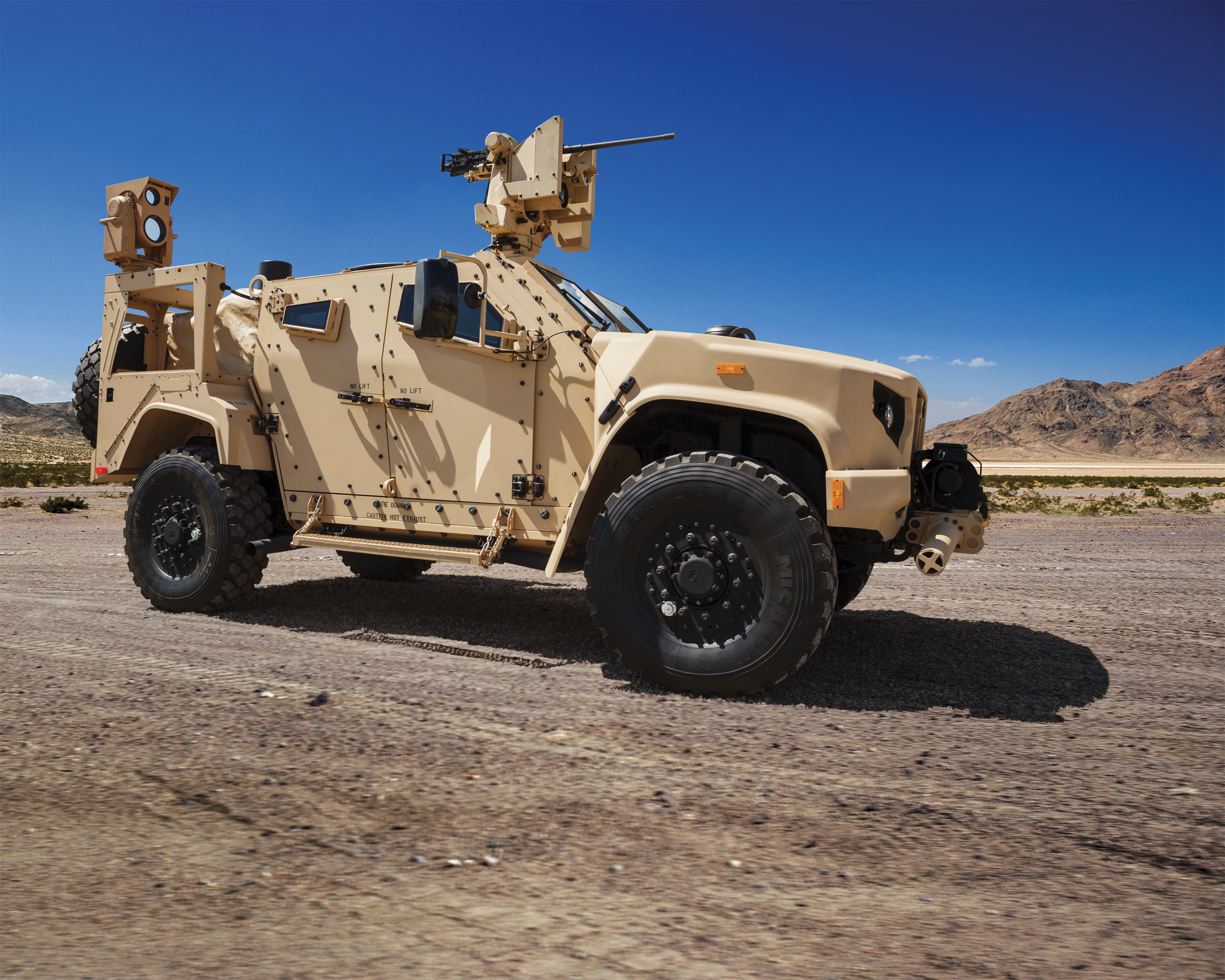
M1280 General Purpose